# Cienfuegos
Cienfuegos er en by i det centrale Cuba med et indbyggertal på cirka 164.924 (2012) indbyggere. Byen er hovedstad i en provins af samme navn og ligger på landets kyst til det Caribiske hav. Byen kom i 2005 på UNESCOs Verdensarvsliste.